# NBA-Draft 2016
Die NBA-Draft 2016 fand am 23. Juni 2016 im Barclays Center in Brooklyn, New York statt. In zwei Draftrunden konnten sich die 30 NBA-Teams die Rechte an 60 Nachwuchsspielern aus der Collegeliga NCAA und dem Ausland sichern.
Bei der Draft-Lotterie am 17. Mai 2016 wurde die endgültige Auswahlreihenfolge ermittelt. Bei dieser gewichteten Lotterie nahmen die 14 Mannschaften teil, die sich nicht für die Playoffs der Saison 2015/16 qualifizieren konnten. Die Philadelphia 76ers gewannen die Lotterie, mit einer 25,0 %-Chance auf den ersten Pick, vor den Los Angeles Lakers und den Brooklyn Nets, die das Draftrecht an die Boston Celtics abtreten mussten. Als Favoriten für den ersten Pick galten der australische Combo Forward Ben Simmons von der LSU und der Forward Brandon Ingram von der Duke.
Alle Spieler, die sich zur Draft anmeldeten, mussten unabhängig von Schulabschluss oder Nationalität vor dem 31. Dezember 1997 geboren sein. Wenn sie kein „internationaler Spieler“ waren, musste zwischen dem Tag der Anmeldung und dem letzten High-School-Jahr mindestens ein Jahr vergangen sein.
Ben Simmons wurde von den Sixers an erster Stelle ausgewählt. Brandon Ingram ging an zweiter Stelle zu den Los Angeles Lakers, Jaylen Brown an dritter Stelle zu den Boston Celtics.

## Besonderheiten
Ben Simmons ist nach Andrew Bogut im Jahre 2005 der zweite Australier, der an erster Stelle ausgewählt wurde.
Buddy Hield ist der erste NBA-Spieler von den Bahamas seit 1993, Jakob Pöltl ist der erste Österreicher in der NBA überhaupt. Weiterhin wurde mit Paul Zipser ein Deutscher in der zweiten Draftrunde ausgewählt.
Der Australier Thon Maker hat 2015 seinen High-School-Abschluss in Kanada gemacht, doch entschloss er sich, noch ein Jahr an der Schule zu bleiben, um die Altersvoraussetzung in der Draft zu erfüllen.
Domantas Sabonis ist der Sohn des Hall of Famers Arvydas Sabonis.
Die Draft stellte mit 14 Nicht-Amerikanern in der ersten Draftrunde und insgesamt 26 Nicht-Amerikanern in der gesamten Draft, einen neuen Rekord auf.

## Runde 1
Abkürzungen: PG = Point Guard, SG = Shooting Guard, SF = Small Forward, PF = Power Forward, C = Center; Fr. = Freshman, So. = Sophomore, Jr. = Junior, Sr. = Senior
| Pick | Spieler                 | Position | Nationalität          | Franchise                                                           | vorheriges Team/College    |
| ---- | ----------------------- | -------- | --------------------- | ------------------------------------------------------------------- | -------------------------- |
| 1    | Ben Simmons             | PG       | Australien            | Philadelphia 76ers                                                  | LSU (Fr.)                  |
| 2    | Brandon Ingram          | SF       | Vereinigte Staaten    | Los Angeles Lakers                                                  | Duke (Fr.)                 |
| 3    | Jaylen Brown            | SF/SG    | Vereinigte Staaten    | Boston Celtics (von Brooklyn)                                       | California (Fr.)           |
| 4    | Dragan Bender           | PF       | Kroatien              | Phoenix Suns                                                        | Maccabi Tel Aviv           |
| 5    | Kris Dunn               | PG       | Vereinigte Staaten    | Minnesota Timberwolves                                              | Providence (Jr.)           |
| 6    | Buddy Hield             | SG       | Bahamas               | New Orleans Pelicans                                                | Oklahoma (Sr.)             |
| 7    | Jamal Murray            | PG/SG    | Kanada                | Denver Nuggets (von New York)                                       | Kentucky (Fr.)             |
| 8    | Marquese Chriss         | PF       | Vereinigte Staaten    | Sacramento Kings (nach Phoenix gewechselt)                          | Washington (Fr.)           |
| 9    | Jakob Pöltl             | C        | Österreich            | Toronto Raptors (von Denver via New York)                           | Utah (So.)                 |
| 10   | Thon Maker              | C/PF     | Australien / Südsudan | Milwaukee Bucks                                                     | Orangeville Prep (HS, Sr.) |
| 11   | Domantas Sabonis        | PF/C     | Litauen               | Orlando Magic (nach Oklahoma gewechselt)                            | Gonzaga (So.)              |
| 12   | Taurean Prince          | SF       | Vereinigte Staaten    | Utah Jazz (nach Atlanta gewechselt)                                 | Baylor (Sr.)               |
| 13   | Georgios Papagiannis    | C        | Griechenland          | Phoenix Suns (von Washington, nach Sacramento gewechselt)           | Panathinaikos Athen        |
| 14   | Denzel Valentine        | SG       | Vereinigte Staaten    | Chicago Bulls                                                       | Michigan State (Sr.)       |
| 15   | Juan Hernangómez        | PF/SF    | Spanien               | Denver Nuggets (von Houston)                                        | CB Estudiantes             |
| 16   | Guerschon Yabusele      | PF       | Frankreich            | Boston Celtics (von Dallas)                                         | Rouen Métropole Basket     |
| 17   | Wade Baldwin            | PG/SG    | Vereinigte Staaten    | Memphis Grizzlies                                                   | Vanderbilt (So.)           |
| 18   | Henry Ellenson          | PF       | Vereinigte Staaten    | Detroit Pistons                                                     | Marquette (Fr.)            |
| 19   | Malik Beasley           | PG/SG    | Vereinigte Staaten    | Denver Nuggets (von Portland)                                       | Florida State (Fr.)        |
| 20   | Caris LeVert            | SG/SF    | Vereinigte Staaten    | Indiana Pacers (nach Brooklyn gewechselt)                           | Michigan (Sr.)             |
| 21   | DeAndre’ Bembry         | SG/SF    | Vereinigte Staaten    | Atlanta Hawks                                                       | Saint Joseph’s (Jr.)       |
| 22   | Malachi Richardson      | SG       | Vereinigte Staaten    | Charlotte Hornets (nach Sacramento gewechselt)                      | Syracuse (Fr.)             |
| 23   | Ante Žižić              | C        | Kroatien              | Boston Celtics                                                      | KK Cibona Zagreb           |
| 24   | Timothé Luwawu-Cabarrot | SG/SF    | Frankreich            | Philadelphia 76ers (von Miami via Cleveland)                        | KK Mega Basket             |
| 25   | Brice Johnson           | PF       | Vereinigte Staaten    | Los Angeles Clippers                                                | North Carolina (Sr.)       |
| 26   | Furkan Korkmaz          | SG       | Türkei                | Philadelphia 76ers (von Oklahoma City via Cleveland und Denver)     | Anadolu Efes SK            |
| 27   | Pascal Siakam           | PF       | Kamerun               | Toronto Raptors                                                     | New Mexico State (So.)     |
| 28   | Skal Labissière         | PF       | Haiti                 | Phoenix Suns (von Cleveland via Boston, nach Sacramento gewechselt) | Kentucky (Fr.)             |
| 29   | Dejounte Murray         | PG       | Vereinigte Staaten    | San Antonio Spurs                                                   | Washington (Fr.)           |
| 30   | Damian Jones            | C        | Vereinigte Staaten    | Golden State Warriors                                               | Vanderbilt (Jr.)           |

## Runde 2
| Pick | Spieler           | Position | Nationalität        | Team                                                                                | vorheriges Team/College |
| ---- | ----------------- | -------- | ------------------- | ----------------------------------------------------------------------------------- | ----------------------- |
| 31   | Deyonta Davis     | PF/C     | Vereinigte Staaten  | Boston Celtics (von Philadelphia via Miami, nach Memphis gewechselt)                | Michigan State (Fr.)    |
| 32   | Ivica Zubac       | C        | Kroatien            | Los Angeles Lakers                                                                  | KK Mega Basket          |
| 33   | Cheick Diallo     | PF/C     | Mali                | Los Angeles Clippers (von Brooklyn, nach New Orleans gewechselt)                    | Kansas (Fr.)            |
| 34   | Tyler Ulis        | PG       | Vereinigte Staaten  | Phoenix Suns                                                                        | Kentucky (So.)          |
| 35   | Rade Zagorac      | SG/SF    | Serbien             | Boston Celtics (von Minnesota via New Orleans und Phoenix, nach Memphis gewechselt) | KK Mega Basket          |
| 36   | Malcolm Brogdon   | PG/SG    | Vereinigte Staaten  | Milwaukee Bucks (von New Orleans via Sacramento)                                    | Virginia (Sr.)          |
| 37   | Chinanu Onuaku    | PF/C     | Vereinigte Staaten  | Houston Rockets (von New York via Portland und Sacramento)                          | Louisville (So.)        |
| 38   | Patrick McCaw     | SG/SF    | Vereinigte Staaten  | Milwaukee Bucks                                                                     | UNLV (So.)              |
| 39   | David Michineau   | PG       | Frankreich          | New Orleans Pelicans (von Denver via Philadelphia, nach L.A. Clippers gewechselt)   | Élan Sportif Chalonnais |
| 40   | Diamond Stone     | PF/C     | Vereinigte Staaten  | New Orleans Pelicans (von Sacramento, nach L.A. Clippers gewechselt)                | Maryland (Fr.)          |
| 41   | Stephen Zimmerman | PF/C     | Vereinigte Staaten  | Orlando Magic                                                                       | UNLV (Fr.)              |
| 42   | Isaiah Whitehead  | PG/SG    | Vereinigte Staaten  | Utah Jazz (nach Brooklyn gewechselt)                                                | Seton Hall (So.)        |
| 43   | Zhou Qi           | C        | Volksrepublik China | Houston Rockets                                                                     | Xinjiang Flying Tigers  |
| 44   | Isaia Cordinier   | SG       | Frankreich          | Atlanta Hawks (von Washington)                                                      | ASC Denain-Voltaire     |
| 45   | Demetrius Jackson | SG       | Vereinigte Staaten  | Boston Celtics (von Memphis via Denver and Dallas)                                  | Notre Dame (Jr.)        |
| 46   | A. J. Hammons     | C        | Vereinigte Staaten  | Dallas Mavericks                                                                    | Purdue (Sr.)            |
| 47   | Jake Layman       | SF       | Vereinigte Staaten  | Orlando Magic (von Chicago, nach Portland gewechselt)                               | Maryland (Sr.)          |
| 48   | Paul Zipser       | SF       | Deutschland         | Chicago Bulls (von Portland via Cleveland)                                          | FC Bayern München       |
| 49   | Michael Gbinije   | SF       | Nigeria             | Detroit Pistons                                                                     | Syracuse (Sr.)          |
| 50   | Georges Niang     | PF       | Vereinigte Staaten  | Indiana Pacers                                                                      | Iowa State (Sr.)        |
| 51   | Ben Bentil        | PF       | Ghana               | Boston Celtics (von Miami)                                                          | Providence (So.)        |
| 52   | Joel Bolomboy     | PF/C     | Ukraine             | Utah Jazz (von Boston via Memphis)                                                  | Weber State (Sr.)       |
| 53   | Petr Cornelie     | PF       | Frankreich          | Denver Nuggets (von Charlotte via Oklahoma City)                                    | Le Mans Sarthe Basket   |
| 54   | Kay Felder        | PG       | Vereinigte Staaten  | Atlanta Hawks (nach Cleveland gewechselt)                                           | Oakland (Jr.)           |
| 55   | Marcus Paige      | PG       | Vereinigte Staaten  | Brooklyn Nets (von L.A. Clippers, nach Utah gewechselt)                             | North Carolina (Sr.)    |
| 56   | Daniel Hamilton   | SG/SF    | Vereinigte Staaten  | Denver Nuggets (von Oklahoma City, nach Oklahoma gewechselt)                        | Connecticut (So.)       |
| 57   | Wang Zhelin       | C        | Volksrepublik China | Memphis Grizzlies (von Toronto)                                                     | Fujian Sturgeons        |
| 58   | Abdel Nader       | SF       | Ägypten             | Boston Celtics (von Cleveland)                                                      | Iowa State (Sr.)        |
| 59   | Isaiah Cousins    | PG/SG    | Vereinigte Staaten  | Sacramento Kings (von San Antonio)                                                  | Oklahoma (Sr.)          |
| 60   | Tyrone Wallace    | PG       | Vereinigte Staaten  | Utah Jazz (von Golden State)                                                        | California (Sr.)        |